# 星に想いを
『星に想いを』（ほしにおもいを、I.Q.）は1994年のアメリカ合衆国のロマンティック・コメディ映画。監督はフレッド・スケピシ、出演はティム・ロビンスとメグ・ライアンなど。世界的物理学者アインシュタイン博士が自分の姪と自動車修理工の青年の仲をとりもとうと奮闘するコメディである。

## ストーリー
自動車修理工のエドは、プリンストン大学の数学者の美しく聡明なキャサリン・ボイドと偶然出会った。
2人は互いに一目で恋に落ちるのだが、キャサリンはそれを認めようとしない。工場に置き忘れた懐中時計を見つけたエドは、それを返しに彼女の住所へ赴いたところ、アルバート・アインシュタインと出くわす。キャサリンはアインシュタインの姪だったのだ。いたずら好きの天才として描かれるアインシュタインは、いたずら好きな友人科学者達のネイサン、カート、そしてボリスらとともに、エドをキャサリンにお似合いの若者としてとらえ、エドをもっと科学者らしく見せるために手助けを始める。
その一方、キャサリンには人生が数字だけで割り切れるものでなく、心で感じるものでもあるのだと教えようとする。

## キャスト
※括弧内は日本語吹替
- エド・ウォルターズ: ティム・ロビンス（大塚芳忠）
- キャサリン・ボイド: メグ・ライアン（佐々木優子）
- アルバート・アインシュタイン: ウォルター・マッソー（富田耕生）
- ジェームズ・モーランド: スティーヴン・フライ（大塚明夫）
- ルイス・バンバーガー: チャールズ・ダーニング（池田勝）
- カート・ゴデル: ルー・ジャコビ（英語版）（茶風林[2]）
- ボリス・ポドルスキー: ジーン・サックス（英語版）（北村弘一）
- ネイサン・リープクネヒト: ジョゼフ・メイハー（村松康雄）
- ボブ・ロゼッティ: トニー・シャルーブ（田原アルノ）
- フランク: フランク・ホエーリー
- アイゼンハワー大統領: キーン・カーティス（英語版）
- 特別捜査官: ダニエル・フォン・バーゲン（辻親八）
- ビル・ライリー: グレッグ・ジャーマン（クレジットなし）（古田信幸）

## 豆知識
- 現実にはアインシュタインにはキャサリン・ボイドという姪はいなかった。
- 劇中よく話題に上る科学理論、量子力学についてのアインシュタインの著作は現実にはない。
- 劇中と違い、クルトが恥ずかしがり屋で内向的だったのは有名である。
- 劇中ではアインシュタインとその仲間達がほぼ同年齢のように描かれているが、実際はアインシュタインより17歳～30歳若かった。
- ルイス・バンバーガー（ニュージャージーの実業家として登場)は実際にはこの映画の時代には生存していない。1944年没である。